# 四氟化锫
四氟化锫是锫的一种氟化物，化学式 BkF4，其中锫的氧化态为 +4。

## 制备
四氟化锫可以由锫和氟气在 400 °C 下直接反应而成。
{\displaystyle {\ce {Bk + 2 F2 -> BkF4}}}

## 性质
四氟化锫是一种离子化合物，由 Bk4+和 F−离子组成。它是单斜晶系的，空间群 C2/c (No. 15)，晶格参数 a = 1247 pm、b = 1058 pm 、c = 817 pm 和β = 125.9°。它的晶体结构和四氟化铀同构。
四氟化锫-249 (249BkF4) 的β衰变会产生四氟化锎-249 (249CfF4)。

## 扩展阅读
- David E. Hobart, Joseph R. Peterson: Berkelium （页面存档备份，存于）, in: Lester R. Morss, Norman M. Edelstein, Jean Fuger (Hrsg.): The Chemistry of the Actinide and Transactinide Elements, Springer, Dordrecht 2006; ISBN 1-4020-3555-1, S. 1444–1498 (doi:10.1007/1-4020-3598-5_10).